# دیوید مورداک
دیوید مورداک (انگلیسی: David Murdoch؛ زادهٔ ۱۷ آوریل ۱۹۷۸) از ورزشکاران و مدال‌آوران در بازی‌های المپیک زمستانی ورزشکار کرلینگ اهل بریتانیا است.